# Завершье (Воронежская область)
Завершье — село в Острогожском районе Воронежской области.
Входит в состав Берёзовского сельского поселения.

## Население
| 1859 | 1897 | 1900 | 2000 | 2005 | 2007 | 2009 |
| ---- | ---- | ---- | ---- | ---- | ---- | ---- |
| 779  | ↗960 | ↗975 | ↘219 | ↘159 | ↘153 | ↘124 |
| 2010 |      |      |      |      |      |      |
| ↘123 |      |      |      |      |      |      |

## Улицы
- ул. Бобошник,
- пер. Озёрный,
- ул. Центральная[7].

## Известные уроженцы
- Кривцов, Сергей Васильевич (1904—1979) — советский военнослужащий, сержант, Герой Советского Союза.